# Jasmonsäuremethylester
Jasmonsäuremethylester (Methyljasmonat) ist der Methylester der Jasmonsäure und wie letztere ein Phytohormon.  

## Isomere
Im Methyljasmonat-Molekül befinden sich zwei chirale Kohlenstoffatome. Jedes kann entweder die R- oder S-Konfiguration annehmen, so dass es vier Isomere gibt. 
- (–)-Jasmonsäuremethylester [(1R,2R)-Isomer, CAS-Nummer 1211-29-6]
- (+)-Jasmonsäuremethylester [(1S,2S)-Isomer, CAS-Nummer 78609-06-0][6]

Das racemische Gemisch, (+/–)-Jasmonsäuremethylester, ist durch CAS-Nummer 20073-13-6 definiert. Daneben gibt es die beiden epi-Jasmonsäuremethylester:
- (–)-epi-Jasmonsäuremethylester [(1S,2R)-Isomer]
- (+)-epi-Jasmonsäuremethylester [(1R,2S)-Isomer, CAS-Nummer 95722-42-2][7]

Das undefinierte Gemisch aller Isomere wird durch CAS-Nummer 1101843-02-0 beschrieben.
(+)-epi-Jasmonsäuremethylester hat den stärksten Geruch der Isomere, was die Bedeutung dieser Form für die Anpassung der Rezeptoren und die Aktivierung der sensorischen Reaktion zeigt.

## Vorkommen
Jasmonsäuremethylester ist ein im Pflanzenreich ubiquitär verbreiteter Inhaltsstoff. Es ist Bestandteil des Jasminöls und wurde 1962 erstmals aus diesem isoliert.

## Synthese
Seine natürliche Biosynthese, ausgehend von der α-Linolensäure, wurde von B. A. Vick und D. C. Zimmermann beschrieben und das cis-Stereoisomer als die biologisch aktive Spezies identifiziert. Die trans-Form, die aus einer thermodynamischen Epimerisierung während der Extraktion/Reinigung von Methyljasmonat resultiert, entspricht einem Isolierungsartefakt. Der Vorläufer des Jasmonsäuremethylesters ist die Jasmonsäure, welche durch das Enzym Jasmonat-Methyl-Transferase am ersten C-Atom methyliert wird. Die erste Totalsynthese der Verbindung wurde 1962 veröffentlicht.

## Wirkung
Jasmonsäuremethylester weist ein sehr breit gefächertes, in weiten Teilen zur Jasmonsäure deckungsgleiches Wirkungsspektrum auf: Wachstumsinhibition, Beteiligung an der Seneszenz, Bildung sogenannter Jasmonat-induzierter Proteine (JIP) und Proteaseinhibitoren. Letztere sind Bestandteil des pflanzlichen Abwehrmechanismus gegenüber Herbivoren, die durch eine fraßbedingte mechanische Schädigung der Pflanze eine Freisetzung von Jasmonaten bewirken. Auch die Bildung pflanzlicher Sekundärstoffe (Phytoalexine, beispielsweise mit antibiotischer Wirkung) wird durch Jasmonate angeregt (Elicitor) und ist so Antwort auf eine Schädigung durch pathogene Mikroorganismen.

## Verwendung
Jasmonsäuremethylester wird als Duftstoff in Parfum eingesetzt.